# NSU Wankel Spider

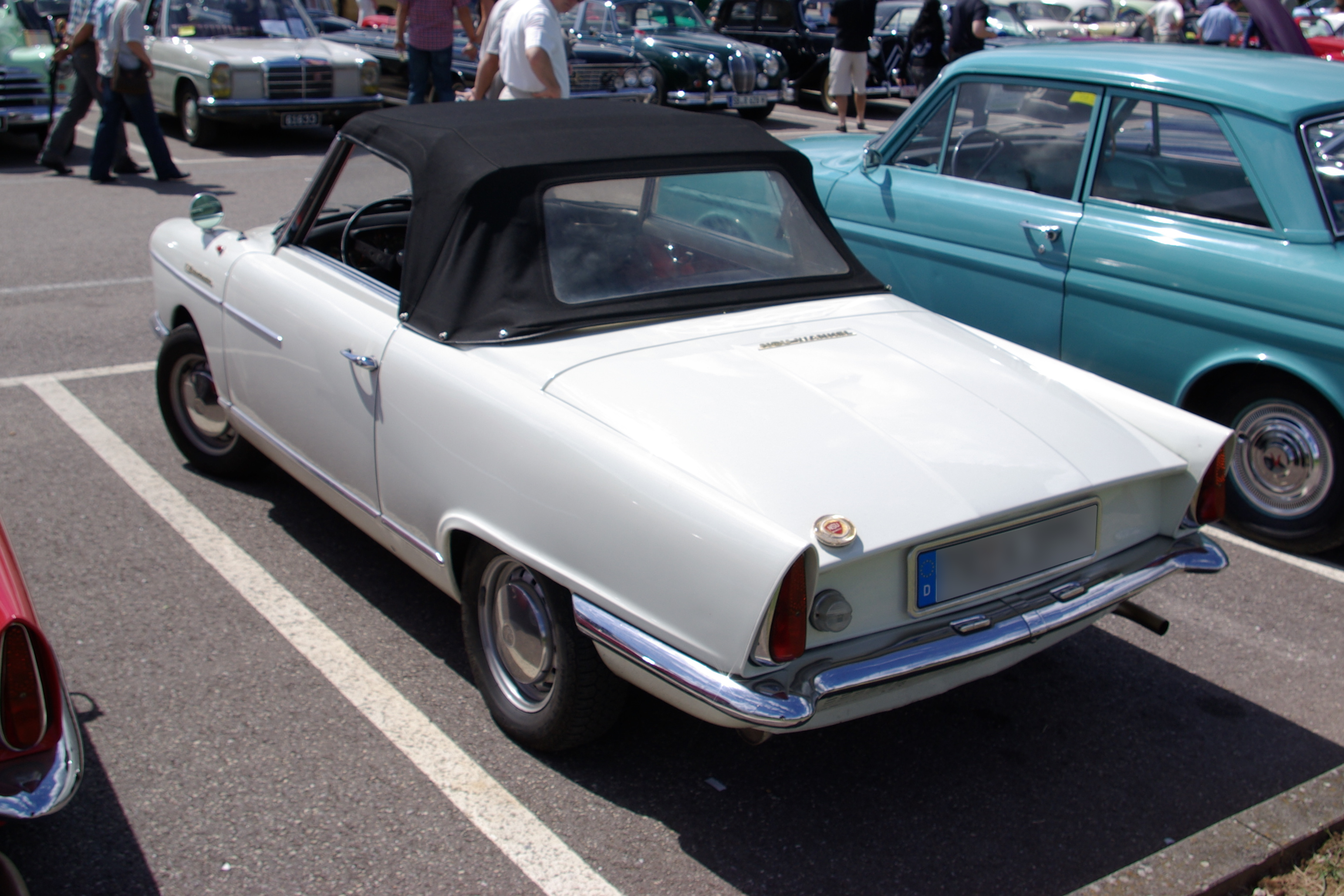
Heckansicht

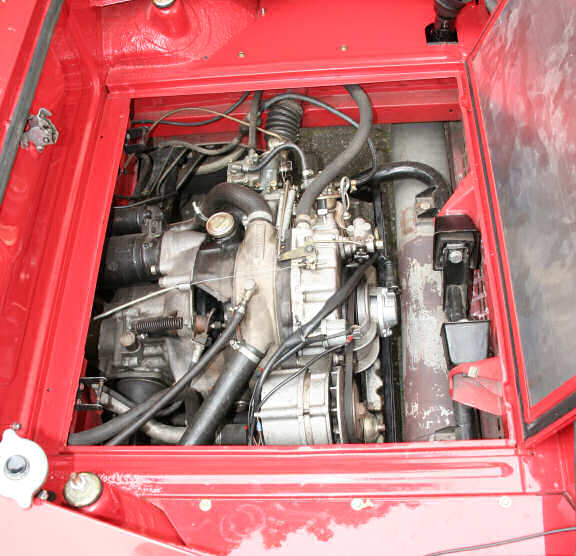
Blick in den Motorraum des Spider. Der Motorraum befindet sich unter dem Stauraum im Heck des Wagens

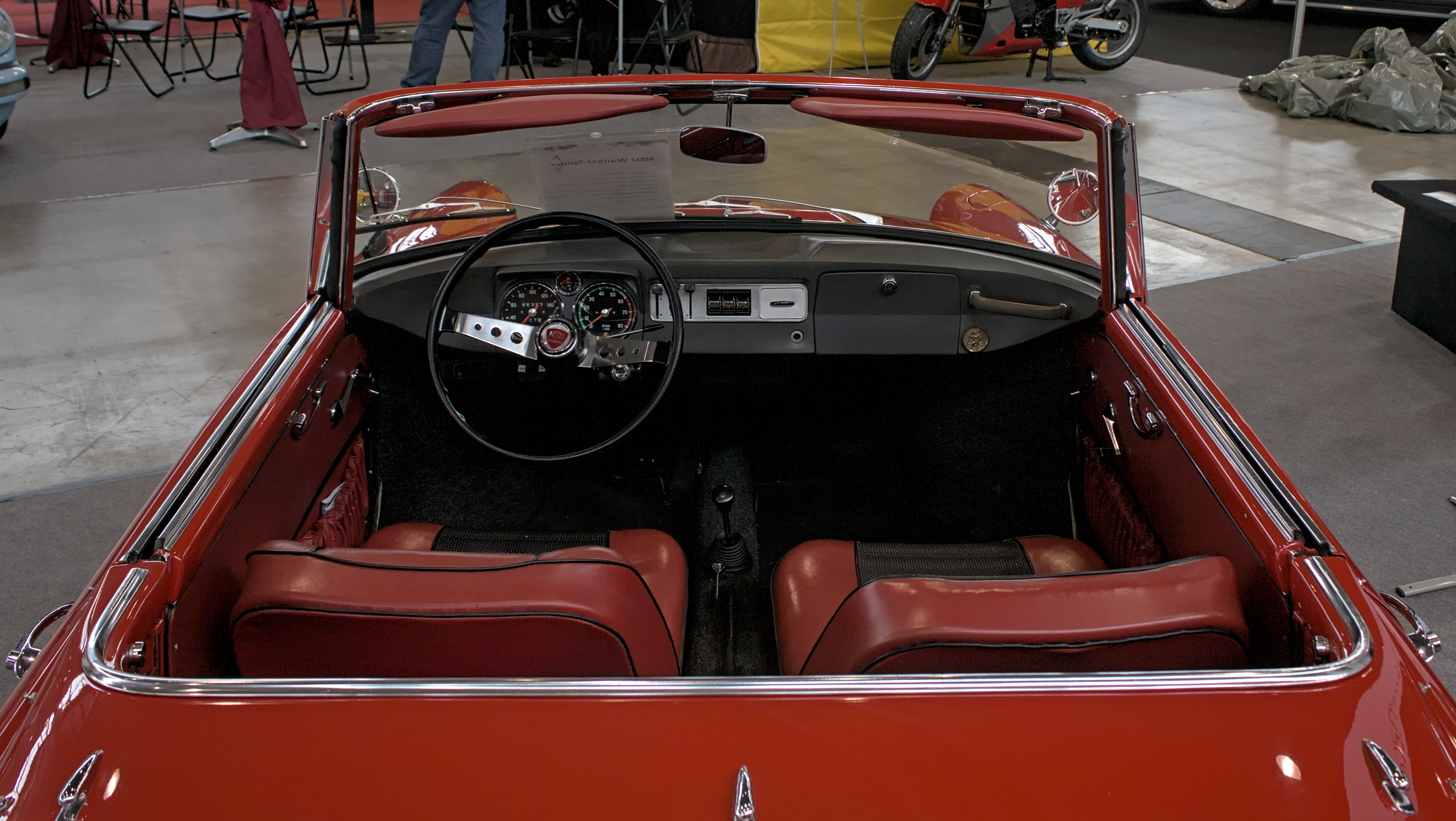
Blick ins Cockpit

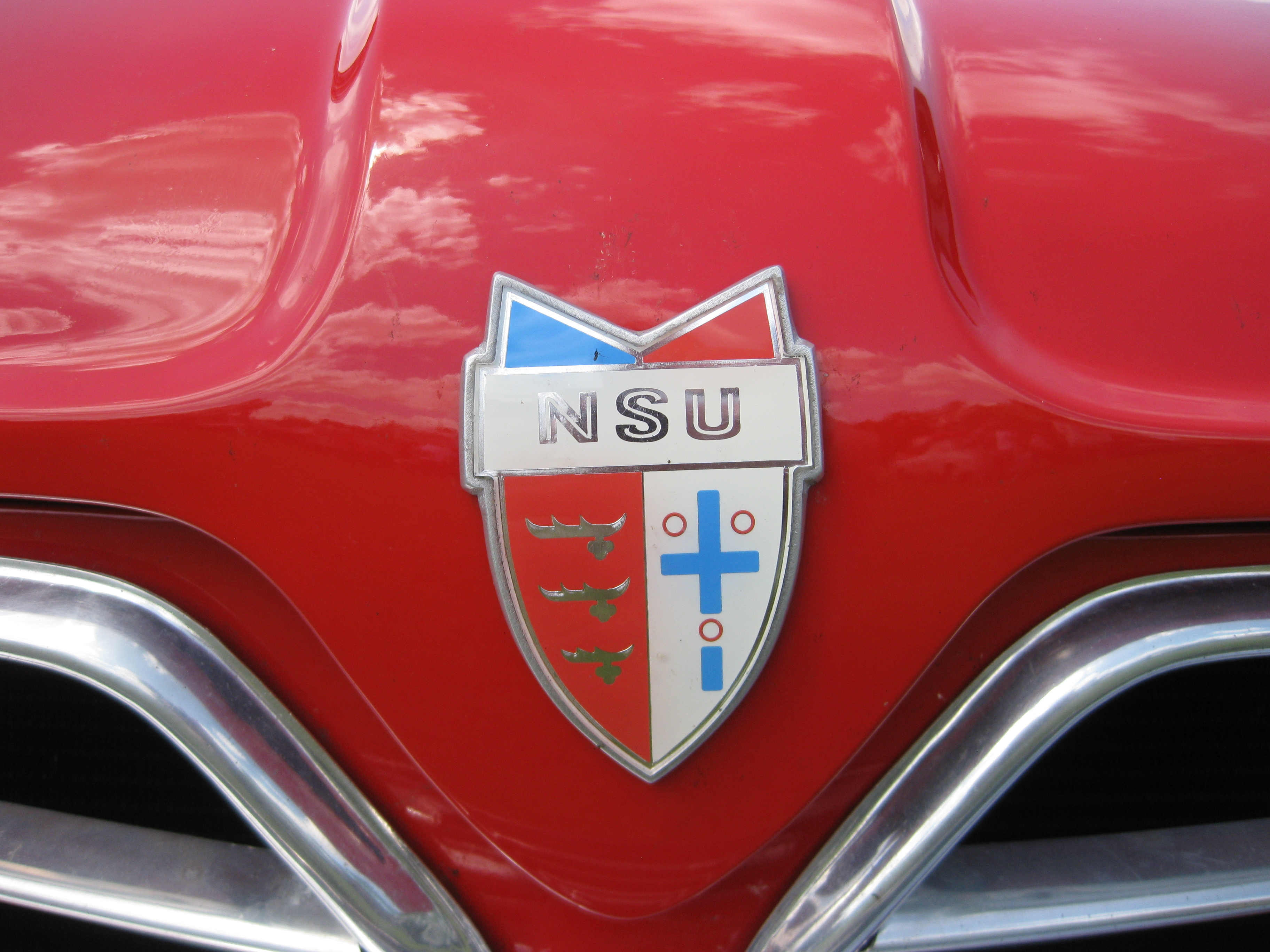
Logo auf der Vorderhaube

Der NSU Wankel-Spider ist ein zweisitziges Cabriolet der NSU Motorenwerke AG und war 1964 das weltweit erste Serienfahrzeug mit Wankelmotor. Seine Entwicklung mit dem Einscheiben-Wankelmotor war Vorläufer für den NSU Ro 80 mit einem Zweischeiben-Wankelmotor.

## Allgemeines
Die Karosserie des Spiders basiert nur in den Grundzügen auf der des NSU Sport-Prinz. Trotz der äußerlichen Ähnlichkeit sind die Unterschiede gravierend. Kaum ein Karosserieteil ist bei Spider und Sport-Prinz identisch. Der Wagen besitzt einen Heckmotor und der Wasserkühler befindet sich an der Front des Wagens um eine möglichst gleichmäßige Gewichtsverteilung zu erzielen; auch der Tank (35 Liter) ist vorn platziert. Da der Wankelmotor niedriger baut als ein konventioneller Reihenmotor, ist im Heck bzw. über dem Antriebsaggregat Platz für einen flachen Stauraum, zusätzlich zu dem Kofferraum im Bug. Der Wankelmotor bietet zudem den Vorteil einer vergleichsweise geringen Masse, das Triebwerk wiegt mit allen Zusatzaggregaten lediglich 125 kg.
Der Motor erreicht ein eher moderates Drehmoment von 72 Nm, ist jedoch sehr drehfreudig und bei hohen Drehzahlen im Vergleich zu anderen kleinen Triebwerken laufruhig. Drehzahlen von mehr als 6000/min sollen jedoch vermieden werden. Beim Beschleunigen ohne Rücksicht auf diese Empfehlung (in den unteren Gängen kurzfristig über 7000/min) beschleunigt der Wankelmotor den kleinen Sportwagen von 0 auf 100 km/h in 14,5 Sekunden.
Der Wagen kostete 8500 DM (1964) bzw. 7000 DM (1966). Die 1963 auf der IAA in Frankfurt angekündigten  3000–5000 Exemplare allein für 1964 konnten nicht ansatzweise realisiert werden. Tatsächlich wurden von 1964 bis 1967 2375 Exemplare gefertigt. Der Wankel-Spider ist heutzutage ein äußerst begehrter Oldtimer.

## Technische Daten
| Fahrzeugtyp                | NSU Wankel-Spider                                                                                |
| -------------------------- | ------------------------------------------------------------------------------------------------ |
| Motor:                     | Einscheiben-Kreiskolbenmotor im Wagenheck eingebaut                                              |
| Kammervolumen:             | 497,5 cm³                                                                                        |
| Verdichtung:               | 9,3 : 1                                                                                          |
| Leistung:                  | 37 kW (50 PS) bei 6000/min, für Sportfahrer gab es ca. 10 Fahrzeuge mit 48 kW (65 PS)            |
| Max. Drehmoment:           | 72 Nm bei 2500/min (50-PS-Version)                                                               |
| Kühlung:                   | Wasserkühlung mit Pumpe und Thermostat (Kühlerinhalt frühe Modelle 11,5 l, spätere Modelle 9,5l) |
| Schmierung:                | Druckumlaufschmierung mit zusätzlicher Öldosierpumpe und Ölkühler                                |
| Vergaser:                  | 1 Solex Flachstrom 18/32 HHD                                                                     |
| Getriebe:                  | 4-Gang-Getriebe, vollsynchronisiert, Mittelschaltung, hydraulische Kupplungsbetätigung           |
| Radaufhängung vorn:        | Querlenker mit Schraubenfedern und Querstabilisator                                              |
| Radaufhängung hinten:      | Schräglenker mit Schraubenfedern                                                                 |
| Karosserie:                | selbsttragende Ganzstahlkarosserie                                                               |
| Lenkung:                   | Zahnstangenlenkung                                                                               |
| Radstand:                  | 2020 mm                                                                                          |
| Spurweite vorn/hinten:     | 1246/1227 mm                                                                                     |
| Reifengröße:               | 5.00–12 R                                                                                        |
| Maße L × B × H:            | 3580 × 1520 × 1260 mm                                                                            |
| Leergewicht (ohne Fahrer): | 700 kg                                                                                           |
| Zulässiges Gesamtgewicht:  | 950 kg                                                                                           |
| Höchstgeschwindigkeit:     | 155 km/h (Werksangabe)                                                                           |

## Sporteinsatz
1966 wurde Karl-Heinz Panowitz Deutscher Rallyemeister aller Klassen mit dem NSU Wankel-Spider. 1967 und 1968 wurde Siegfried Spieß mit dem NSU Wankel-Spider Deutscher Bergmeister aller Klassen.